# Io ballo fuori tempo
| Recensione  | Giudizio |
| ----------- | -------- |
| Songwriters | 4.7      |

Io ballo fuori tempo è il primo album del cantante Luca Leoni, uscito nel 2005 per l'etichetta Atlantic Records e Show Reel.
L'uscita dell'album è stata anticipata dal singolo Ballo fuori tempo, e contiene 9 tracce.. Le canzoni sono di genere pop e bossa nova; oltre all'incontro tra Leoni e Christian Lisi.
L'album rimane nella Top 100 del Music Control per quattro mesi.
Alcuni siti hanno detto che le canzoni assomigliano allo stile di Mario Venuti, Niccolò Fabi e Max Gazzè (come nelle canzoni Ballo fuori tempo e Chris) a Daniele Silvestri (nella canzone Tanto vado in Svizzera) e poi le altre canzoni assomigliano ai stili dei cantanti Alex Britti e Sud Sound System

## Tracce
Le tracce sono:
1. Ballo fuori tempo - 4:11
2. Lievemente Logorroica - 3:15
3. Chris - 4:25
4. Tanto Vado In Svizzera - 4:13
5. Chi Non Ha Peccato - 4:16
6. Odio La Tv -  3:16
7. Anche Senza Di Te - 3:59
8. Salento Vivo Addosso - 5:01
9. Canzone Stupida - 3:36